# Eleftherios Goulielmakis
Eleftherios Goulielmakis (* 18. Mai 1975 in Iraklio, Griechenland) ist ein griechischer Physiker und Hochschullehrer auf dem Gebiet der Attosekundenphysik.

## Leben
Eleftherios Goulielmakis wurde 1975 in Iraklio in Griechenland geboren und nahm nach der Schule ein Physikstudium an der Universität Kreta auf. Nachdem er im Jahr 2000 den Bachelorabschluss in  Physik ablegte, beendete er das Studium im Jahr 2002 mit einem Masterabschluss in Optoelektronik. Während seines Studiums war er Hilfskraft am Institute of Electronic Structure & Lasers, welches Teil des Forschungszentrums FORTH ist. Im Anschluss an seinen Masterabschluss wechselte er an die LMU in München. Dort 2005 promovierte er beim späteren Nobelpreisträger Ferenc Krausz mit einer Arbeit über die Charakterisierung von Lichtwellen mit Hilfe von Attosekunden-Pulsen zum Dr.rer.nat und war anschließend als Postdoc am Max-Planck-Institut für Quantenoptik in Garching tätig und dort ab 2010 Gruppenleiter einer Forschungsgruppe mit dem Forschungsschwerpunkt „Attoelectronics“. 2010 übernahm er zudem eine außerplanmäßige Professur an der POSTECH in Korea und dort die Koordination des Max-Planck-Zentrums für Attosekundenforschung (beides bis 2016).
Seit 2018 leitet Goulielmakis als W3-Professor an der Universität Rostock die Arbeitsgruppe „Extreme Photonik“.
Goulielmakis' Forschungsschwerpunkt liegt auf der Attosekundenphysik, zum Beispiel in der Erzeugung ultrakurzer Pulse und deren Anwendung im Bereich der ultraschnellen Spektroskopie von Atomen oder kondensierter Materie, dem Studium von Dielektrika und Halbleitern in intensiven Feldern sowie der Synthese und Attosekunden-Kontrolle von Lichtfeldern und von elektronischen Prozessen in Festkörpern.
Für seine Forschung wurde Goulielmakis mehrfach ausgezeichnet, so erhielt er 2007 den Georgios Foteinos Preis der Akademie von Athen, 2009 den IUPAP Nachwuchswissenschaftlerpreis in Optik, 2013 den Gustav-Hertz-Preis der DPG und 2015 den Röntgen-Preis der Justus-Liebig-Universität Gießen. 2023 wurde er mit dem Advanced Grant des Europäischen Forschungsrates ausgezeichnet, der mit einer Förderung von 2,5 Millionen Euro verbunden ist.

## Publikationen (Auswahl)
- Andrius Baltuška et al.: Attosecond control of electronic processes by intense light fields. In: Nature. Band 421, Nr. 6923, 2003, S. 611–615, doi:10.1038/nature01414, PMID 12571590.
- Reinhard Kienberger et al.: Atomic transient recorder. In: Nature. Band 427, Nr. 6977, 2004, S. 817–821, doi:10.1038/nature02277, PMID 14985755.
- Eleftherios Goulielmakis et al.: Direct measurement of light waves. In: Science. Band 305, 2004, S. 1267–1269, doi:10.1126/science.1100866.
- Eleftherios Goulielmakis et al.: Single-Cycle Nonlinear Optics. In: Science. Band 320, Nr. 5883, 2008, S. 1614–1617, doi:10.1126/science.1157846, PMID 18566281.
- Eleftherios Goulielmakis et al.: Real-time observation of valence electron motion. In: Nature. Band 466, Nr. 7307, 2010, S. 739–743, doi:10.1038/nature09212, PMID 20686571.